# Svínskaia
Svínskaia (en rus: Свинская) és un poble de l'óblast de Tula, a Rússia, segons el cens del 2010 tenia 69 habitants.